# Pidonia discoidalis
Pidonia discoidalis là một loài bọ cánh cứng trong họ Cerambycidae.